# Gorzędziej
Gorzędziej is een dorp in de Poolse woiwodschap Pommeren. De plaats maakt deel uit van de gemeente Subkowy en telt 498 inwoners.

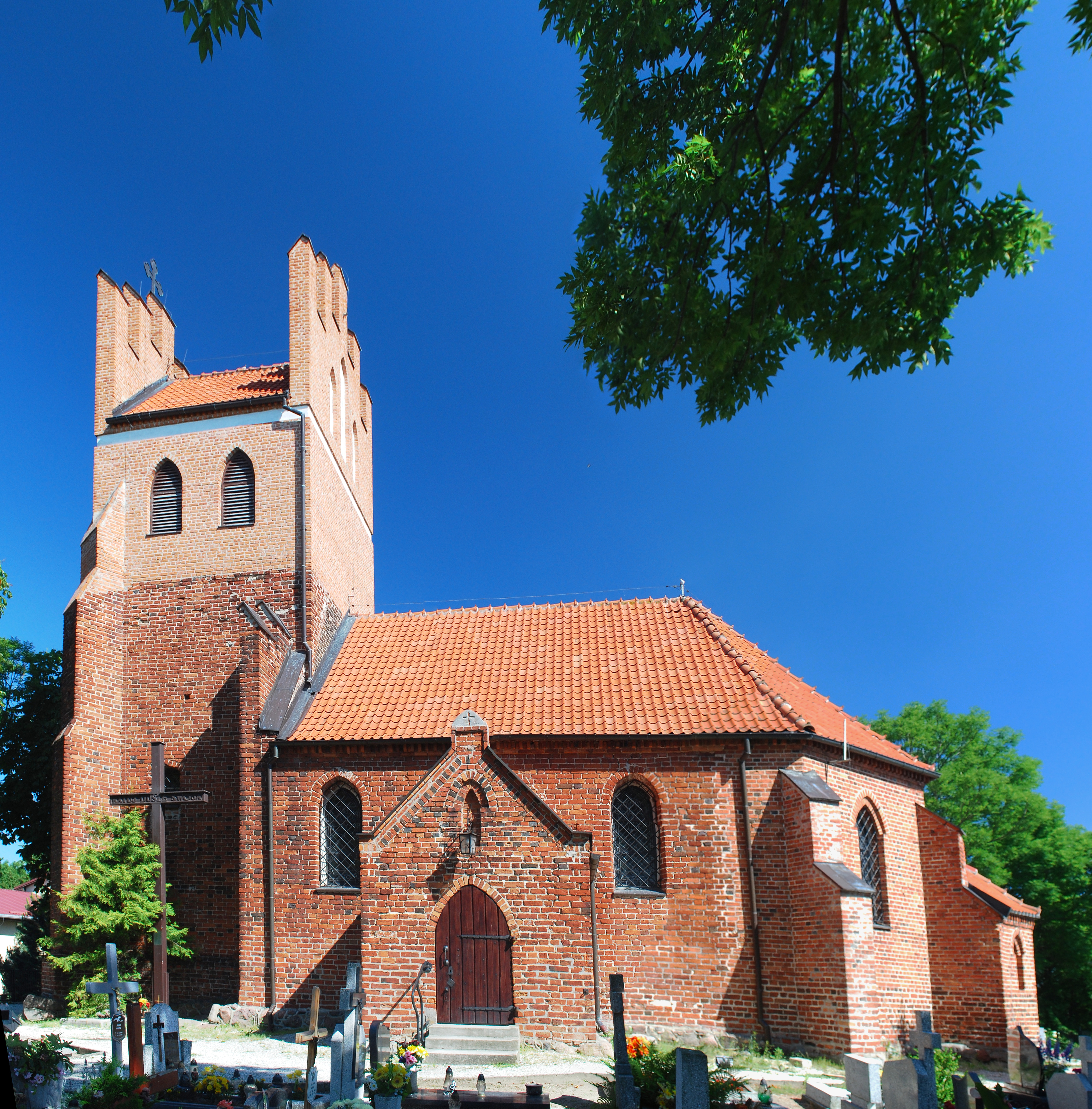